# Толстовка

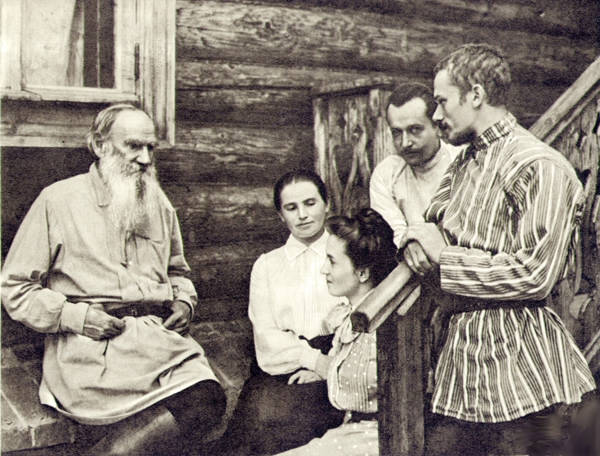
Лев Толстой у толстовці

Толстовка — історичний вид одягу, названий за прізвищем письменника Л. Н. Толстого, популярний в період до 1930 року.
Початково «толстовка» — це досить довга і простора чоловіча сорочка з довгими рукавами, часто з щільними оборками на кокетці, з однотонних тканин, яка одягалась поверх штанів і підв'язувалася на талії поясом.
У 1990 роки через вплив російської мови толстовками стали називати гуді, світшоти та пуловери, які почали імпортуватись до України з Китаю, Америки та Європи.